# 데버라 앤 월
데버라 앤 월(영어: Deborah Ann Woll, 1985년 2월 2일 ~ )은 미국의 배우이다. HBO의 드라마 《트루 블러드》의 제시카 햄비 역으로 가장 잘 알려져있으며, 최근에는 넷플릭스의 드라마 《데어데블》, 《디펜더스》, 《퍼니셔》의 캐런 페이지 역으로 출연하고 있다. 또한 《섬데이 디스 페인 윌 비 유즈풀 투 유》, 《마더스 데이》, 《캐치 44》, 《루비 스팍스》, 《밋 미 인 몬테네그로》 같은 영화에도 출연했다.

## 어린 시절
1985년 2월 7일 미국 뉴욕 브루클린에서 태어났다. 아버지는 건축가이며 어머니는 교사이다. 2007년 서던캘리포니아 대학교에서 미술 학사 학위를 받으며 졸업했다. 로열연극아카데미를 다니기도 했다.

## 사생활
데버라의 남자친구 스캇 (Scott)은 최종적으로는 실명의 결과로 이어지는 증상을 지닌 범맥락막위축을 겪고 있으며; 월은 자신의 유명인 지위를 이 질병의 위험성을 알리는데 사용했다. 그녀는 스캇이 그의 장애에 용감히 맞서는 것이 자신의 글루텐을 받아들이지 못해 일어나는 자가면역질환의 일종인 실리악 스프루와의 싸움에서 용기를 가져다주었다고 말했다.

## 출연작 목록

### 영화
| 연도 | 제목                           | 원제                                    | 배역             | 비고        |
| ---- | ------------------------------ | --------------------------------------- | ---------------- | ----------- |
| 2008 | 에이스 엔 에이트               | Aces 'N' Eights                         | 공포에 질린 여자 | TV 영화     |
| 2010 | 마더스 데이                    | Mother's Day                            | 리디아 코핀      |             |
| 2011 | 리틀 머더                      | Little Murder                           | 몰리             |             |
| 2011 | 유토피아의 7일                 | Seven Days in Utopia                    | 세라             |             |
| 2011 | 언젠가 이 고통도 쓸모가 있겠지 | Someday This Pain Will Be Useful to You | 질리언 스벡      |             |
| 2011 | 캐치 44                        | Catch .44                               | 돈               |             |
| 2012 | 루비 스팍스                    | Ruby Sparks                             | 릴라             |             |
| 2013 | 하이랜드 파크                  | Highland Park                           | 릴리             |             |
| 2014 | 몬테네그로에서 만나            | Meet Me in Montenegro                   | 웬디             |             |
| 2015 | 피보다 가까운                  | The Automatic Hate                      | 캐시             |             |
| 2015 | 포에버                         | Forever                                 | 앨리스           |             |
| 2019 | 이스케이프 룸                  | Escape Room                             | 어맨다 하퍼      |             |
| 2021 | 이스케이프 룸 2: 노 웨이 아웃  | Escape Room: Tournament of Champions    | 어맨다 하퍼      | 극장판 한정 |
| 2021 | 아이다 레드                    | Ida Red                                 | 지니 워커        |             |
| 2022 | 윌링 투 고 데어                | Willing to Go There                     | 마거릿           | 단편        |
| 미정 | 링의 여왕                      | Queen of the Ring                       | 글래디스 길럼    |             |

### 텔레비전 드라마
| 연도    | 제목                | 원제                              | 배역          | 비고                               |
| ------- | ------------------- | --------------------------------- | ------------- | ---------------------------------- |
| 2007    | 라이프              | Life                              | 낸시 위신스키 | "Powerless" 에피소드               |
| 2008    | ER                  | ER                                | 오로라 퀼     | "Owner of a Broken Heart" 에피소드 |
| 2008    | CSI 과학수사대      | CSI: Crime Scene Investigation    | 스테퍼니      | "For Gedda" 에피소드               |
| 2008    | 마이 네임 이즈 얼   | My Name Is Earl                   | 그레타        | 2회분 출연                         |
| 2008    | 멘탈리스트          | The Mentalist                     | 케리 시핸     | "Red Brick and Ivy" 에피소드       |
| 2008-14 | 트루 블러드         | True Blood                        | 제시카 햄비   | 주역                               |
| 2009    | 성범죄수사대: SVU   | Law & Order: Special Victims Unit | 릴리 밀턴     | "Solitary" 에피소드                |
| 2015-18 | 데어데블            | Daredevil                         | 캐런 페이지   | 주연                               |
| 2017    | 디펜더스            | The Defenders                     | 캐런 페이지   | 4회분 출연                         |
| 2017-19 | 퍼니셔              | The Punisher                      | 캐런 페이지   | 5회분 출연                         |
| 2023    | 퀀텀 리프           | Quantum Leap                      | 칼리 파머     | "Fellow Travelers" 에피소드        |
| 2025    | 데어데블: 본 어게인 | Daredevil: Born Again             | 캐런 페이지   | 제작중                             |